# Meduloblastoma
Meduloblastoma (do latim medulla, núcleo e do grego blasto, primitivo e -oma tumor) é um câncer do cerebelo, de crescimento rápido, pouco invasivo e mais comum em crianças. Se origina nas células neurológicas mais primitivas da medula do cerebelo.

## Causas
É causado por mutações genéticas em genes no grupo WNT/Beta-catenina, na via SHH (Sonic hedgehog) ou em outros dois grupo de genes. Algumas síndromes genéticas raras, como a síndrome de Gorlin e síndrome de Turcot, aumentam o risco de desenvolver meduloblastoma. Mutações recorrentes nos genes CTNNB1, PTCH1, MLL2, SMARCA4, DDX3X, CTDNEP1, KDM6A e TBR1 foram identificadas em pacientes com meduloblastoma.

## Sinais e sintomas
Os sintomas mais comum deste tumor estão associados a um aumento da pressão intracraniana são:
- Vômitos freqüentes e volumosos, especialmente na parte da manhã;
- Dor de cabeça, especialmente pela manhã;
- Náuseas e tontura,
- Perda da coordenação motora,
- Confusão mental,
- Alterações visuais, como visão dupla e movimentos oculares inusuais.

## Diagnóstico

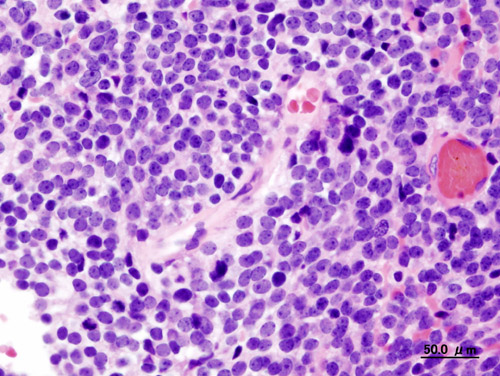
Histologia de meduloblastoma em adulto.

Histologicamente, o tumor é sólido, rosa cinzento e bem circunscrito. O tumor é muito celular, com muitas mitoses, pouco citoplasma e tem a tendência de formar aglomerados e rosetas.

## Epidemiologia
Sua incidência anual é de 24,5 casos por cada 1 milhão de crianças. Representa cerca de 20% de todos os cânceres do sistema nervoso central em menores de 18 anos. Geralmente aparece em menores de 5 anos. A incidência aumentou nos últimos anos. Um terço dos meduloblastoma afetam adultos. É um pouco mais comum entre homens.

## Tratamento
O tratamento consiste na remoção cirúrgica do tumor, tanto quanto possível, radioterapia e, em seguida, quimioterapia (em crianças mais velhas e adultos). Esta combinação de terapias permite uma sobrevivência de 80% nos 5 anos após o diagnóstico. O prognóstico é melhor em crianças com mais de 3 anos e pior em adultos (60% de sobrevivência após 5 anos). Porém,  efeitos colaterais do tratamento podem incluir comprometimento cognitivo, disturbios psiquiátricos, menor crescimento ósseo, perda auditiva ou doenças endócrinas.